# سیارک ۱۱۹۴۴
سیارک ۱۱۹۴۴ (به انگلیسی: 11944 Shaftesbury، نامگذاری:1993OK9) یازده هزار و نهصد و چهل و چهارمین سیارک کشف شده‌است که در ۲۰ ژوئیه ۱۹۹۳ کشف شد.
قدر مطلق سیارک برابر ۱۲٫۹۰ است.